# 灘酒造
灘酒造株式会社（なだしゅぞう）は、かつて兵庫県西宮市に本社を置いた日本酒メーカーである。

## 沿革
- 1916年（大正6年）- 朝鮮の元山市に元山酒造株式会社を設立。
- 1955年（昭和30年）12月28日 - 兵庫県神戸市灘区に灘酒造株式会社を設立。
- 1960年（昭和35年）- 西宮市深津町に移転。
- 2007年（平成19年）- 大関株式会社のグループとなり、本社を西宮市今津出在家町へ移転。
- 2012年（平成24年） - 会社を解散。